# 佐伯幸三
佐伯 幸三（さえき こうぞう、1912年（大正元年）12月4日 - 1972年（昭和47年）12月27日）は、日本の映画監督、脚本家である。サイレント映画の時代からキャリアを持つ。

## 人物・来歴
1912年（大正元年）12月4日、東京府東京市芝区（現在の東京都港区芝）に生まれる。
旧制・早稲田中学校（現在の早稲田高等学校）を中途退学した後に、内外通信社、博報堂に勤める。
映画界での最初のキャリアは東京・巣鴨に撮影所を持つ大都映画で、1934年（昭和9年）、同社のオーナーの河合徳三郎の原作を脚色し、中島宝三が監督したサイレント映画『名君道中記』で脚本家としてデビューした。1934年（昭和10年）、大都映画に助監督として入社。1937年（昭和12年）、同社が製作したサイレント映画『浮世絵双紙』で監督としてデビューした。
1942年（昭和17年）2月、第二次世界大戦の戦時統制のため、同社が新興キネマ、日活の製作部門との合併により大日本映画製作（のちの大映）となり、大映東京第二撮影所（戦後の大映東京撮影所、現在の角川大映撮影所）の所属となった。翌1943年（昭和18年）、館岡謙之助と田口哲が共同で脚本を書いた映画『華やかなる幻想』を同撮影所で発表した後は、戦後まで記録が途絶える。

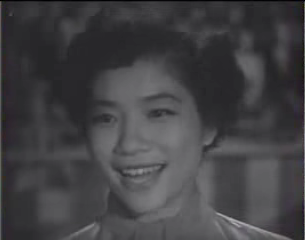
『猛獣使いの少女』（1952年）の江利チエミ。

戦後、大映東京撮影所に復帰し、1947年（昭和22年）5月27日公開の高岩肇・倉谷勇共同脚本の映画『鉄拳の街』で監督として復活した。1951年（昭和26年）には『月から来た男』、1952年（昭和27年）には歴代4作目のリメイク『瞼の母』、『阿波狸屋敷』の3本を大映京都撮影所で撮っている。同年以降、大映東京撮影所を離れ、新東宝で小夜福子主演の『チョイト姐さん思い出柳』（1952年）や藤本真澄プロデュースのもと東宝で森繁久彌主演の『一等社員 三等重役兄弟篇』（1953年）を撮ったりと、外に出るチャンスが増える。
1955年（昭和30年）、宝塚映画で、夢路いとし・喜味こいしやミヤコ蝶々・南都雄二の出演する映画『弥次喜多漫才道中 化け姫騒動の巻』、『弥次喜多漫才道中 腰抜け一家の巻』の2作と、鶴田浩二・寿美花代主演の『女の学校』を監督する。同年、大映東京撮影所でも撮っているが、1957年（昭和32年）6月11日公開、菅原謙二・若尾文子主演の『妻こそわが命』を最後に大映を完全に離れる。
1958年（昭和33年）、東京映画に招かれ、佐藤一郎プロデュース、フランキー堺・淡路恵子主演の映画『ぶっつけ本番』を監督した。以降、現代劇を東京映画で、時代劇を宝塚映画で撮るようになる。
1964年（昭和39年）、豊田四郎、久松静児から「駅前シリーズ」を引き継ぎ『喜劇 駅前女将』を監督、以降、12作を手がけた。1967年（昭和42年）の『喜劇 駅前満貫』を最後に、同作公開の翌年、1968年（昭和43年）に病に倒れ、事実上の引退となった。
1972年（昭和47年）12月27日、死去した。満60歳没。

## おもなフィルモグラフィ
- 『名君道中記』 : 監督中島宝三、大都映画、1934年 - 脚本デビュー作
- 『浮世絵双紙』 : 大都映画、1934年 - 監督デビュー作
- 『暁雲武蔵ケ原』 : 大都映画、1941年
- 『宮本武蔵 決戦般若坂』 : 大都映画、1942年
- 『華やかなる幻想』 : 大映東京第二撮影所 / 紅系、1943年

- 『鉄拳の街』 : 大映東京撮影所 / 大映、1947年
- 『幽霊塔』 : 大映東京撮影所 / 大映、1948年
- 『月から来た男』 : 大映京都撮影所 / 大映、1951年
- 『瞼の母』 : 大映京都撮影所 / 大映、1952年
- 『阿波狸屋敷』 : 大映京都撮影所 / 大映、1952年
- 『猛獣使いの少女』 Mōjū tsukai no shōjo : 大映東京撮影所 / 大映、1952年
- 『チョイト姐さん思い出柳』 : 新東宝、1952年
- 『一等社員 三等重役兄弟篇』 : 東宝、1953年
- 『弥次喜多漫才道中 化け姫騒動の巻』 : 宝塚映画 / 東宝、1955年
- 『弥次喜多漫才道中 腰抜け一家の巻』 : 宝塚映画 / 東宝、1955年
- 『女の学校』 : 宝塚映画 / 東宝、1955年
- 『妻こそわが命』 : 大映東京撮影所 / 大映、1957年
- 『大当り狸御殿』 The Badger Palace : 宝塚映画 / 東宝、1958年
- 『彼奴は誰だッ』 : 歌舞伎座 / 松竹、1958年
- 『ぶっつけ本番』 : 東京映画 / 東宝、1958年
- 『天下の大泥棒 白浪五人男』 : 宝塚映画 / 東宝、1960年
- 『唄祭ロマンス道中』 : 宝塚映画 / 東宝、1960年
- 『幽霊繁盛記』 : 東京映画 / 東宝、1960年
- 『自由ヶ丘夫人』 : 東京映画 / 東宝、1960年
- 『アトミックのおぼん スリますわヨの巻』 : 監督佐伯幸三、1961年
- 『漫画横丁 アトミックのおぼん 女親分対決の巻』 : 東宝、1961年
- 『夢で逢いましょ』 : 東京映画 / 東宝、1962年
- 『ハイハイ3人娘』 : 宝塚映画 / 東宝、1963年
- 『若い仲間たち うちら祇園の舞妓はん』 : 宝塚映画 / 東宝、1963年
- 『ミスター・ジャイアンツ 勝利の旗』:東宝、1964年
- 駅前シリーズ
  - 『喜劇 駅前女将』 : 東京映画 / 東宝、1964年
  - 『喜劇 駅前大学』 : 東京映画 / 東宝、1965年
  - 『喜劇 駅前満貫』 : 東京映画 / 東宝、1967年 - 遺作
- 『何処へ』 : 東京映画 / 東宝、1966年

## 註